# Джонс, Ширли
Ширли Джонс (англ. Shirley Jones; род. 31 марта 1934[…], Шарлерой, Пенсильвания, США) — американская актриса и певица, лауреат премии «Оскар» за лучшую женскую роль второго плана.

## Биография
Ширли Джонс родилась 31 марта 1934 года в городке Шарлерой в штате Пенсильвания. Её родители назвали дочь в честь актрисы Ширли Темпл. В возрасте 12 лет начала профессионально заниматься вокалом под руководством Ралфа Левандо, который, впрочем, рассчитывал сделать из неё оперную певицу. После окончания школы в 1952 году Джонс приняла участие в конкурсе красоты «Мисс Питсбург» и стала победительницей. В 1953 году она поступала в колледж в Нью-Джерси. Во время летних каникул в Нью-Йорке Ширли Джонс понравилась одному из агентов и он подписал с ней контракт на выступления в мюзиклах.
В 1955 году Ширли Джонс дебютировала в кино в экранизации мюзикла «Оклахома!», где исполнила одну их главных ролей. После успеха фильма последовал ещё ряд ролей в музыкальных картинах, а наибольшего успеха она достигла в 1960 году, снявшись в фильме Элмер Гантри. За роль актриса удостоилась премии «Оскар».
В 1960-е годы началась активная карьера Джонс на телевидении. Она появилась в таких сериалах как «Театр 90», «Боб Хоуп представляет», «Дни нашей жизни», «Улица Сезам» и «Семья Партриджей». Одной из самых ярких телевизионных ролей актрисы стала Ширли Патридж в музыкальном ситкоме «Семья Партриджей», где Джонс стала исполнительницей многих музыкальных тем, одна из которых, «Think I Love You», даже заняла первое место в Billboards Top 100 в 1970 году. Также в фильмографии Ширли Джонс много телевизионных фильмов, среди которых «Было время, дорогое», роль в котором принесла ей номинацию на «Эмми».
В 1986 году на Голливудской аллее славы была заложена звезда Ширли Джонс.
В 2004 году актриса вернулась на Бродвей, где появилась в постановке «42-я улица». В августе 2008 года был выпущен музыкальный сборник «Shirley Jones — Then & Now», содержащий 24 песни из музыкальной карьеры Джонс.
В 2013 году в издательстве «Simon & Schuster’s Gallery Books» вышли написанные в соавторстве с Уэнди Ли мемуары «Shirley Jones: A Memoir», в которых она откровенно рассказывает о своих детских годах, карьере и замужестве с Джеком Кэссиди, с которым она встретилась, когда ей был двадцать один год.
Личная жизнь
В августе 1956 года актриса вышла замуж за актёра Джека Кэссиди, от которого родила троих детей. В 1974 году они развелись, а в 1977 году она вступила в брак с комическим актёром Марти Инглсом. Несмотря на большие скандалы и несколько попыток разойтись, они до последнего дня оставались вместе, пока 21 октября 2015 года Марти Инглс не скончался в возрасте 79 лет от инсульта в медицинском центре Тарзаны (Калифорния).

## Избранная фильмография
- Мальчик на троих (2006) — Грейс
- Манна небесная (2002) — Банни
- Приключения дочери Золушки (2000) — Крёстная фея
- Ко мне, Пинг! (2000) — Этель Джеффрис
- Гидеон (1999) — Элли Мортон
- Танк (1984) — ЛаДонна Кэри
- Пленники «Посейдона» (1979) — Сестра Джина Роу
- Сказки на ночь (1964) — Дженет Уокер
- Ухаживание отца Эдди (1963) — Элизабет Мартен
- Два всадника (1961) — Марти Пёрсл
- Элмер Гантри (1960) — Лулу Бейнс
- Оклахома! (1955) — Лорей Уильямс
- Держись, Чарли! / Good Luck Charlie (2012) — Линда Данкан
- Ночь зомби (2013) — Нана

## Награды
- 1961 — Премия «Оскар» за лучшую женскую роль второго плана («Элмер Гантри»)